# アーバントライアル
『アーバントライアル』（Urban Trial）は、ポーランドのゲームソフト開発会社Tate Multimediaが展開するオートバイアクションゲームシリーズ。

## 概要
高低差のあるオフロードや人工的に作られたコースなどをオートバイで走行しゴールするまでの技術点を競うオートバイ競技「トライアル」を題材としている。ただし、競技を厳密に再現しているわけではなく、ルールは独自のものを用いている。また、走行中の列車の上部がコースの一部になっていたり背後から大岩が転がってきたりするなど、実際の競技ではまずありえない状況が用いられることもある。
2018年時点においてシリーズ1作目と2作目の合算で世界累計100万本を販売し、このうち日本市場での売り上げが32万本で世界最多となっている。

## Urban Trial Freestyle
『Urban Trial Freestyle』は、PlayStation 3、PlayStation Vita、ニンテンドー3DS、Steam、iOS向けに発売された。このうち、日本のニンテンドー3DS版は『アーバントライアル: フリースタイル』、日本のiOS版は『アーバン トライアル フリースタイル』の表記を公式名としている。またiOS版は、機能を限定した無料体験版『アーバン トライアル フリースタイル Lite』も配信されている。
本作の開発にあたり、フリースタイルトライアルの第一人者であるジュリアン・デュポンがアドバイザーを務めている。
プレイ画面はサイドビュー（横視点）で表示され、画面左側から右方向へ向けて走行する。一部コース内では、オートバイが通過すると落下する足場やオートバイを跳ね上げるジャンプ台などのギミックが配置されている。
オートバイの基本操作は、前進するアクセル、減速するブレーキ、後退するバックの3種類。このほか、路面の走行時や空中への飛び出し時には車体の前後バランスをとる必要がある。バランスを崩して転倒したり障害物に強く衝突したりなどするとミスとなり、コース内にある直前のチェックポイントから即時再スタートする。なお、オートバイの挙動には物理演算が用いられている。
コースのプレイ前には「スタントモード」と「タイムアタックモード」のいずれかを選択する。
スタントモードでは、コース内の数か所の特定区間において指定されたスタントを行い出来具合を点数に換算、ゴール後に点数の合計を元にした5段階評価が示される。各スタントは、特定地点を通過した速度、空中で回転した角度、ジャンプした高さ、ジャンプした水平距離、ジャンプ後の着地地点と特定地点との距離差の5つの基準のうち1つが用いられる。合計点数は、ゴールタイムが規定タイムよりも早い場合に加点される一方で、ミスした回数に応じて減点される。
タイムアタックモードでは、ゴールタイムを基準に5段階評価が示され、スタントモードと同様にミスによる減点がある。同じコースの2度目以降のプレイ時には、以前に最も良い記録を出した際のオートバイの様子が半透明の「ゴースト」として表示される。
以上の2つのモードの記録はオンラインランキングにアップロードされる。また、5段階評価は新たなコースや性能の異なる新たなオートバイを解禁する際の条件となっている。
コース内には、金銭の入った「ドル袋」が配置されている。入手した金銭は、メニュー画面の「ガレージ」でオートバイの性能をカスタマイズできるパーツ（フレーム、燃料タンク、タイヤ）を購入する際や、プレイヤーの外見を変更する各種ウェアの購入の際に用いる。
スタントモードとタイムアタックモードで高評価を獲得すると「チャレンジコース」が解禁される。この各コースは、オートバイの燃料が限られていたり、重力の向きが変化したりするなど、特殊な状況の中で走行することになる。
ニンテンドー3DS版とiOS版のみの機能として「エディットモード」が搭載されている。様々な地形のパーツを組み合わせてオリジナルのコースを作成できる。iOS版では作成コースをインターネット上でシェアできる。
なお、PlayStation 3、Steam版とPlayStation Vita、ニンテンドー3DS、iOS版ではコースの構成・描写・演出が異なる。

## アーバントライアル: フリースタイル2
『アーバントライアル: フリースタイル2』（Urban Trial Freestyle 2）は、2017年にニンテンドー3DS用ソフトとして発売された。
基本システムは前作と同様で、コース数は前作からほぼ倍増している。任意のコースを作成する「エディットモード」では、ニンテンドー3DS本体に登録されているユーザー（フレンド）とのコースのシェアが可能となった。

## アーバントライアル プレイグラウンド
『アーバントライアル プレイグラウンド』（Urban Trial Playground）は、Nintendo Switch、Steam向けに発売された。
前作までは明確な舞台が設定されていなかったが、今作はアメリカのカリフォルニア州を舞台としている。また、作中のアートスタイルについては、前作までの落ち着いた色合いからより明るいものへと変更がなされている。
操作キャラクターは、男性ライダーのトミー（Tommy）と女性ライダーのライリー（Riley）のどちらかを選択する。新たなアクションとしてライダーがかがむ動作が追加され、ブレーキ操作は前輪と後輪で別々に行えるようになった。
前作までのスタントモードは特定の区間で特定の技を行う仕様だったが、今作ではコース内のどの場所でも自由に技を実行でき、その度に加点される。技の種類はウィリー、ストッピー、バックフリップ、フロントフリップなど様々で、得られる点数は技の種類ごとに異なる。また、複数の技を短時間で連続して行うとコンボ状態となり、一定時間内に獲得した点数が技の数に応じて2倍、3倍…と大幅に増加する。
コースのクリアには関係しないが、コースごとにいくつかの条件が定められており、これを満たすことでオートバイのカスタマイズ用パーツの購入やライダーの外見変更用のウェアを購入する際に用いる金銭を入手できる。コース内には前作までのドル袋と同様にコインが配置されている。
本作には2人同時プレイ用のモードがあり、プレイ時には操作画面が上下に分割される。対応モードは、スタントとゴールタイムの評価を競う「競技」と、一方がスタートした数秒後にもう一方がスタートし追いつくことを目指す「チェイス」の2種類。

## アーバントライアルトリッキー
『アーバントライアルトリッキー』（Urban Trial Tricky）は、2020年にNintendo Switch用ソフトとして発売された。
今作ではライダーがバイク上で様々なトリックをきめる要素が加わり、画面上のゲージが満タンになると大技の「スペシャルトリック」を行うことができる。